# أوناميوس
كان أوناميوس مصارع من الغال، وهرب من مدرسة لينتولوس باتياتوس في كابوا، وكان أحد قادة التمرد في حرب العبيد الثالثة، مع سبارتاكوس، لكنه مات باكراً في الحرب.